# Кочев, Станислав Вадимович
Станислав Вадимович Кочев (род. 28 мая 1988, Сыктывкар) — российский гвардии лейтенант Вооружённых сил Российской Федерации. Герой Российской Федерации (2023).

## Биография
Станислав Кочев родился 28 мая 1988 года в городе Сыктывкаре, Коми АССР. В 2004 году завершил обучение в девятом классе средней общеобразовательной школе № 36, в 2010 году окончил обучение в профессиональном училище № 6. В 2010 году был призван на срочную службу в ряды Вооружённых Сил Российской Федерации. Служил в частях воздушно-космических войск. В 2011 году успешно зачислен курсантом в Рязанское высшее воздушно-десантное командное училище имени генерала армии В. Ф. Маргелова по направлению среднего профессионального образования. В 2014 году окончил обучение и был направлен для дальнейшей продолжении службы в 22-ю отдельную гвардейскую бригаду специального назначения Главного управления Генерального штаба Вооружённых Сил Российской Федерации.
С февраля 2022 года принимал участие в российском вторжении на Украину.
Указом Президента Российской Федерации (закрытым) «за мужество и героизм, проявленные при исполнении воинского долга», гвардии старшему прапорщику Станиславу Вадимовичу Кочеву было присвоено звание «Герой Российской Федерации».
Излечившись, вернулся к исполнению воинских обязанностей. В 2024 году было присвоено воинское звание — гвардии лейтенант.

## Награды
Имеет следующие награды:
- Звание Герой Российской Федерации;
- Медаль Суворова;
- Медаль Жукова;
- Медаль «За отвагу»
- Медаль «За боевые отличия»

## Память
- В феврале 2025 года принято решение сыктывкарской школе № 36 присвоить имя Героя России Станислава Кочева[7].